# Krassi
Krassi est une île d'Estonie du golfe de Finlande.

## Géographie
Elle se situe à 5 km de Grande Pakri. Faîte de calcaire, n'ayant aucune végétation, elle est essentiellement un lieu de nidification des oiseaux de mer.